# Кубинска хутия
Кубинската хутия (Capromys pilorides) е вид бозайник от семейство Хутиеви (Capromyidae).

## Разпространение и местообитание
Разпространен е в Куба.